# Soilent Grün
Soilent Grün est un groupe de punk allemand, originaire de Berlin.

## Histoire
Le nom du groupe est emprunté au film Soleil vert, dont le titre original Soylent Green désigne dans le synopsis une nourriture faite à partir de parties du corps humain.
Le groupe comprend le batteur Bela B. et à partir de 1981 le guitariste Farin Urlaub qui seront les membres de Die Ärzte. Farin Urlaub rejoint le groupe après que le guitariste d'origine du groupe, Kai-Uwe Schmidt, se fait voler sa guitare lors d'une attaque hooligan contre le Club KZ 36. Bernd van Huizen est principalement le chanteur du groupe. Il est remplacé par Roman Stoyloff. Hussi Kutlucan complète le groupe à la basse.
Les premières démos sont réalisés dans la salle de répétition en 1981 et sortent sur une cassette de compilation appelée Wald Und Wiesen Sampler. Le groupe s'est produit dans de petites salles punk de Berlin-Ouest. Son apparition à un festival en plein air sur la scène en plein air du Juliusturm, près de la citadelle de Spandau, le 26 septembre 1981 est enregistrée avec la permission du groupe et doit être publiée sous forme de cassette audio C45 chez Graf Haufen Tapes. Seulement quelques copies sont faites parce que le groupe met son veto. Début 1982, le groupe sort son seul disque officiel Die Fleisch EP chez le label Screen. Le concert d'adieu de Soilent Grün a lieu le 1er mai 1982 au SO36 à Berlin lors du festival Tanz in den Mai. Il est accompagné d'un nouveau groupe, ZK, qui se transformera en Die Toten Hosen.
Après la dissolution du groupe, une cassette de 70 minutes avec le concert complet du 26 septembre 1981, les morceaux de la compilation Wald und Wiesen Sampler et un morceau du concert d'adieu paraissent dans une édition limitée de seulement 50 exemplaires faits à la main. Le concert du 26 septembre 1981 se trouve également sur le CD de bootlegs Unter Anderem Namen de Die Ärzte.
Bela B et Farin Urlaub fondent alors Die Ärzte. Soilent Grün est souvent désigné comme son prédécesseur.
En 2005, le label nord-allemand Evil Killing Records sort une version préliminaire de l'album hommage. Fin 2007, une version CD avec plus de groupes et de nouvelles chansons, des bonus, est publiée.

## Discographie
EP
- 1982 : Die Fleisch EP

Cassettes
- 1981 : Soilent Grün – Live 29. 9. 81 (C45 Cassette, Graf Haufen Tapes GHT-06)
- 1984 : Soilent Grün – In Memorandum (C70 Cassette, Graf Haufen Tapes GHT-27)
- 1982 : SO 36, 30.4.82 ((π+RQ-J6) Tape Production – π 031) (pirate)

## Source de la traduction
- (de) Cet article est partiellement ou en totalité issu de l’article de Wikipédia en allemand intitulé « Soilent Grün » (voir la liste des auteurs).

1. ↑  (de) Marc Frohner, Das ist die ganze Wahrheit : Wie Die Ärzte zur besten Band der Welt wurden, Riva Verlag, 2015, 224 p. (lire en ligne)